# Grêmio Novorizontino
Der Grêmio Novorizontino, in der Regel nur kurz Novorizontino genannt, ist ein Fußballverein aus Novo Horizonte im brasilianischen Bundesstaat São Paulo.
2021 spielte der Verein in der dritten brasilianischen Liga, der Série C. In der Saison wurde der Klub Dritter und qualifizierte sich damit für die Série B 2022. Zum Abschluss der Saison belegte er den 16. Platz und so die Ligazugehörigkeit sichern. In der Série B 2024 verlor der Klub am letzten Spieltag durch eine 1:0-Niederlage gegen den Goiás EC seinen Aufstiegsplatz in die oberste Spielklasse des brasilianischen Fußballs.

## Stadion

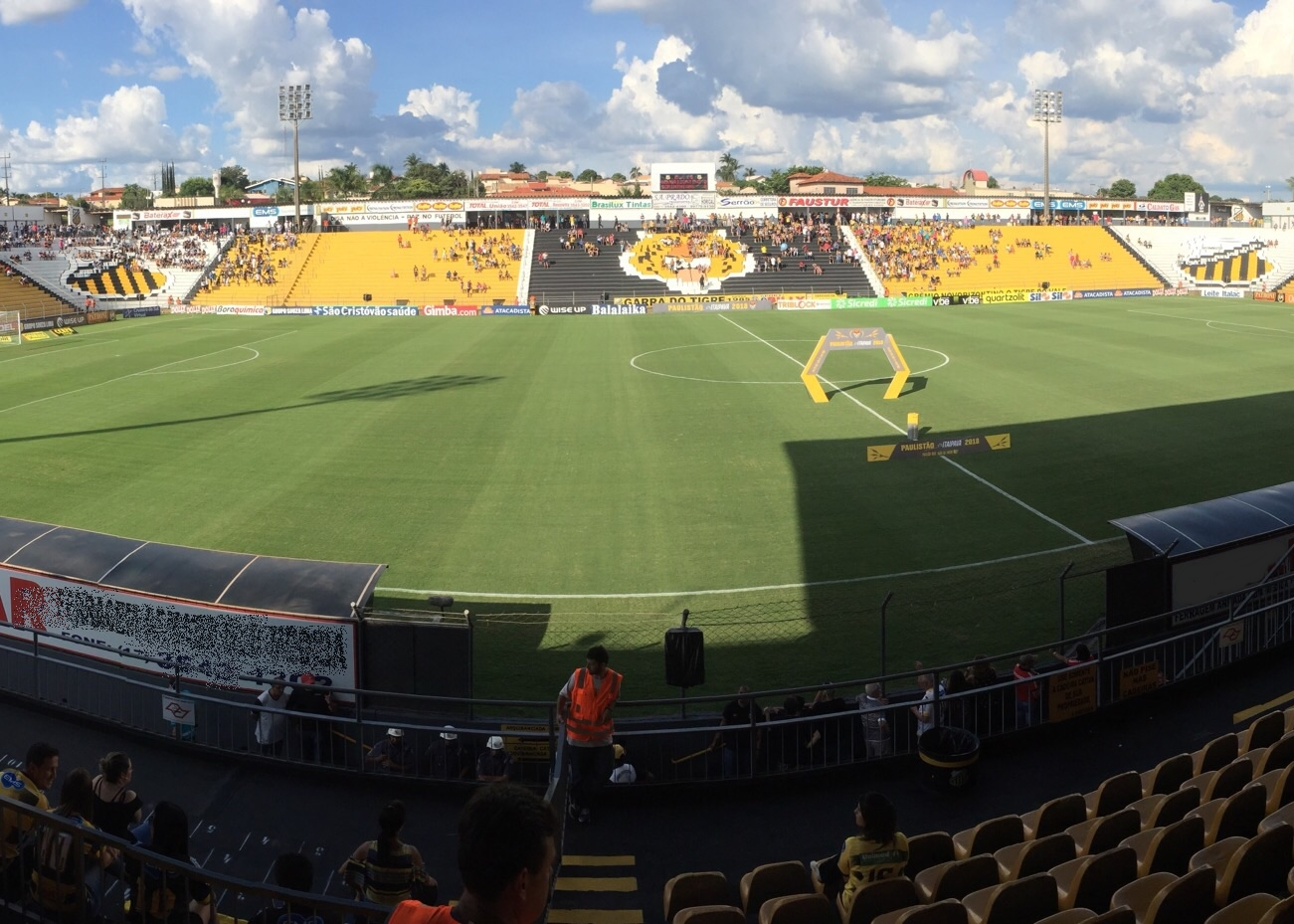
Estádio Jorge Ismael de Biasi

Der Verein trägt seine Heimspiele im Estádio Jorge Ismael de Biasi in Novo Horizonte aus. Das Stadion hat ein Fassungsvermögen von 16.000 Personen.

## Trainerchronik
Stand: Januar 2024
| Trainer                   | Nation                | von               | bis               |
| ------------------------- | --------------------- | ----------------- | ----------------- |
| Guilherme de Cássio Alves | Brasilien             | 18. Dezember 2013 | 1. Juni 2016      |
| Júnior Rocha              | Brasilien             | 14. November 2016 | 5. März 2017      |
| Doriva                    | Brasilien Italien     | 1. September 2017 | 22. März 2018     |
| Ito Roque                 | Brasilien             | 23. März 2018     | 3. Juli 2018      |
| Roberto Fonseca           | Brasilien             | 28. November 2018 | 3. April 2019     |
| Moisés Egert              | Brasilien             | 3. April 2019     | 30. Juni 2019     |
| Roberto Fonseca           | Brasilien             | 27. November 2019 | 26. Januar 2021   |
| Léo Condé                 | Brasilien             | 2. Februar 2021   | 9. Februar 2022   |
| Allan Aal                 | Brasilien Deutschland | 14. Februar 2022  | 19. Juni 2022     |
| Rafael Guanaes            | Brasilien             | 22. Juni 2022     | 3. September 2022 |
| Mazola Júnior             | Brasilien             | 5. September 2022 | 8. November 2022  |
| Eduardo Baptista          | Brasilien             | 16. November 2022 |                   |